# Sleeping in My Car
"Sleeping in My Car" je skladba švédské pop rockové skupiny Roxette, kterou napsal Per Gessle. Byla vydána jako první singl z jejich alba Crash! Boom! Bang!. Ve Švédsku se umístila na 1. místě a na 3. místě v Kanadě, přičemž se v kanadském žebříčku udržela více než půl roku. V USA skladba obsadila 50. místo v žebříčku Billboard Hot 100.

## Seznam skladeb
1. "Sleeping in My Car"
2. "The Look" (MTV Unplugged)
3. "Sleeping In My Car" (The Stockholm Demo Version)

## Pozice v žebříčcích
| Žebříček (1994)                | Vrcholová pozice | Certifikace |
| ------------------------------ | ---------------- | ----------- |
| Swedish Singles Chart          | 1                | Zlato       |
| US Billboard Hot 100           | 50               |             |
| US Billboard Top 40 Mainstream | 22               |             |